# Miele

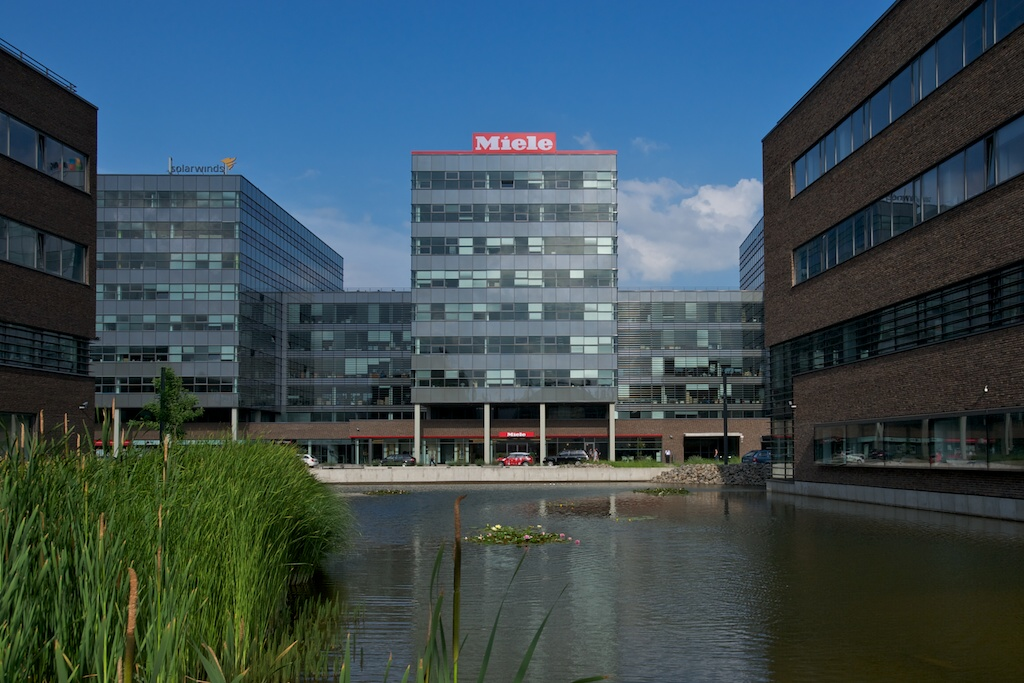
Miele-Vertriebsgesellschaft in Tschechien

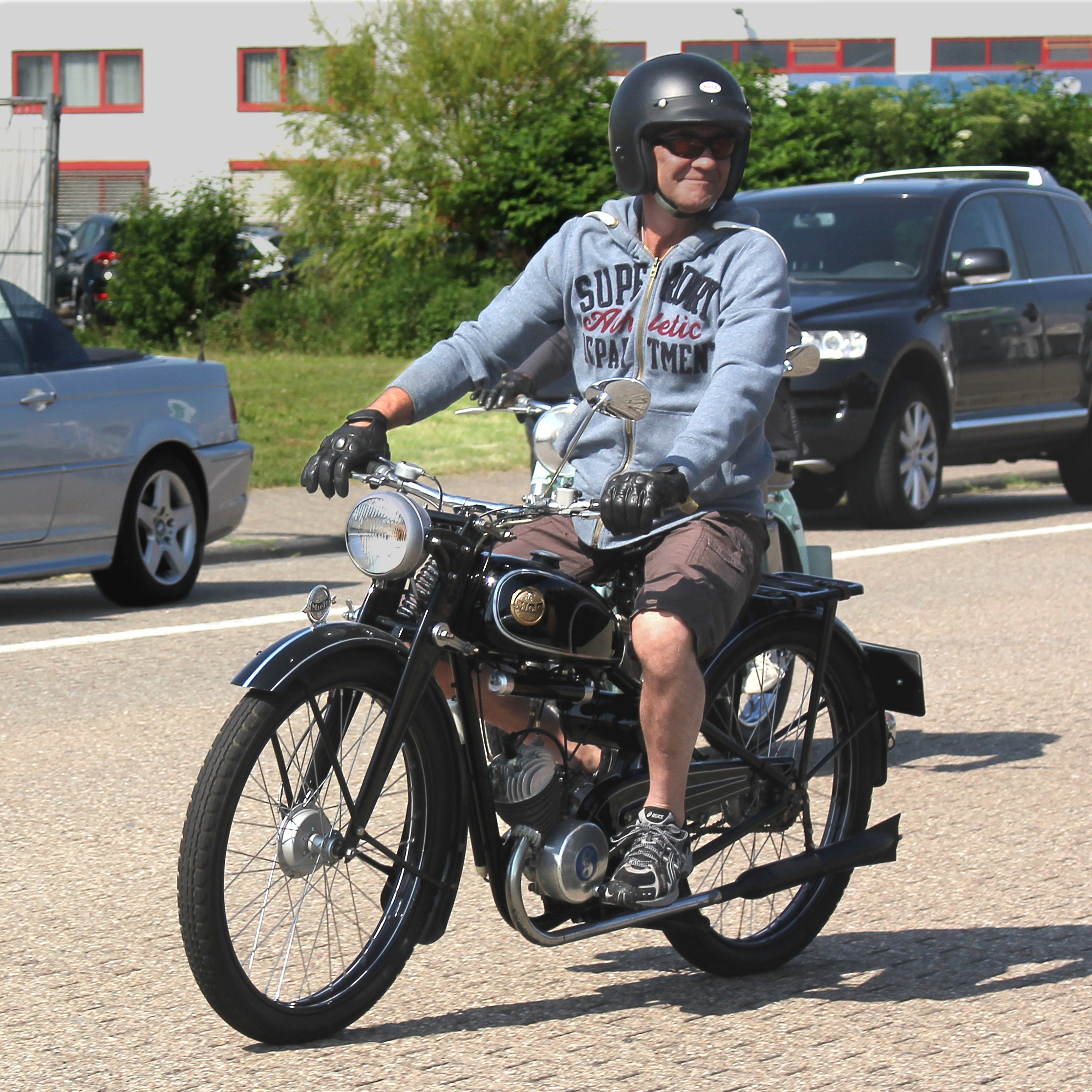
Motorfahrrad
Miele K 21 von 1952

Miele ist ein Hersteller von Haushalts- und Gewerbegeräten, der gesellschaftsrechtlich aus zwei Schwesterkonzernen besteht. Die Miele & Cie. KG ist die Konzernobergesellschaft für alle Beteiligungen in Deutschland. In der Miele Beteiligungs GmbH sind alle Unternehmen zusammengefasst, die ihren Sitz im Ausland haben. Beide Konzernobergesellschaften haben ihren Sitz in Gütersloh.
Seit der Gründung ist das Unternehmen, mittlerweile in der vierten Generation, im Eigentum der Familien Miele (51,1 %) und Zinkann (48,9 %).

## Unternehmensgeschichte
Das Unternehmen wurde am 1. Juli 1899 im westfälischen Herzebrock von Carl Miele (1869–1938) und Reinhard Zinkann (1869–1939) gegründet. Der Betrieb begann mit elf Mitarbeitern in einer ehemaligen Korn- und Sägemühle. Zunächst wurden Milchzentrifugen gefertigt, im Jahr 1900 kamen Buttermaschinen hinzu. Auf der technischen Grundlage der Buttermaschine wurde noch im selben Jahr die erste Waschmaschine des Unternehmens entwickelt.
1907 wurde der Betrieb mit nunmehr 60 Arbeitern aus Herzebrock nach Gütersloh-Nordhorn in eine ehemalige Pumpenfabrik verlegt. 1909 führte Miele eine eigene Betriebskrankenkasse ein. Ab 1912 wurden Automobile gefertigt. 1914 war Miele die „größte Spezialfabrik Deutschlands für Milchzentrifugen, Buttermaschinen, Wasch-, Wring- und Mangelmaschinen“. 1916 entschieden sich Carl Miele und Reinhard Zinkann, ein Zweigwerk in Bielefeld zu bauen. Dort wurden zunächst Milchzentrifugenteile und Elektromotoren hergestellt.
Im Jahr 1927 nahm Miele die Produktion von Staubsaugern auf. 1929 stellte man die erste elektrische Geschirrspülmaschine Europas her. Ab 1930 wurden Motorräder gebaut.
Im Zweiten Weltkrieg stellte Miele Steuereinheiten für Torpedos der deutschen Kriegsmarine her. Dabei wurden Zwangsarbeiter und Kriegsgefangene eingesetzt.
1953 brachte das Unternehmen die Miele Mopeds auf den deutschen Markt und gehörte schnell zu den größten Motorfahrradherstellern Deutschlands. Zugunsten der schnell wachsenden Fertigung von Geschirrspülern und Waschautomaten stellte man 1960 die Produktion von Fahrrädern und Motorrädern ein. Zur Fertigung von gewerblichen Wäschereimaschinen und Melkanlagen wurde 1965 ein Werk in Lehrte bei Hannover erworben. 1969 begann man mit dem Verkauf von Küchenmöbeln. Zur Herstellung von Einbauküchen wurde 1973 im westfälischen Warendorf mit dem Bau eines Küchenwerkes begonnen, das 1975 den Betrieb aufnahm.
1986 wurde das auf Wäschepflegegeräte spezialisierte Unternehmen Cordes in Oelde-Lette übernommen. Das Werk wurde zur Backofenfabrik ausgebaut; der Unternehmensname Cordes wurde aufgegeben. Im selben Jahr wurde das Miele-Museum eröffnet.
1990 übernahm Miele das auf Einbaugeräte und Großkochanlagen spezialisierte Unternehmen Imperial in Bünde. Neben dem Stammwerk in Bünde gehörte zu Imperial auch ein Zweigwerk in Arnsberg, das ebenfalls in die Miele-Gruppe eingegliedert wurde. Die Marke Imperial wurde als Zweitmarke etabliert. 1999, im Jahr des einhundertjährigen Unternehmensjubiläums, war Miele die meistverkaufte Marke im deutschen und europäischen Elektrofachhandel.
2004 verstarb der geschäftsführende Gesellschafter Rudolf Miele (1929–2004). Sein Partner Peter Zinkann (* 1928) zog sich zu dieser Zeit aus dem Tagesgeschäft zurück. Mit ihren Söhnen Markus Miele (* 1968) und Reinhard Zinkann jun. (* 1959) übernahm die vierte Generation der Gründerfamilien Aufgaben in der Geschäftsführung.
Im Jahr 2005 gab Miele die Produktion von Küchenmöbeln auf und verkaufte das Küchenmöbelwerk in Warendorf an den Schweizer Bauausrüster und Küchenhersteller Arbonia-Forster, der es als Warendorfer Küchen GmbH weiterführte. Die Küchensparte hatte lediglich zwei Prozent des Gesamtumsatzes der Miele-Gruppe erzielt. Nach mehreren Besitzerwechseln und der Insolvenz des letzten Eigentümers Hülsta wurde die Produktion Anfang 2024 eingestellt und das Werk geschlossen. Das Kunststoffteilewerk in Warendorf blieb im Besitz von Miele. Zum Jahreswechsel 2005/2006 wurde die Marke Imperial eingestellt. 2007 wurde Miele die Auszeichnung „Beste Unternehmensmarke“ nach der aktuellen GfK-Marken-Rangliste verliehen. 2015 wurde Miele in der Marktforschungsstudie „best brands“ als stärkste Marke Deutschlands ausgezeichnet.
2017 wurde die Mehrheit des italienischen Medizintechnikherstellers Steelco übernommen.
Im März 2021 übernahm Miele 75,1 % des Grillherstellers Otto Wilde.
2022 wurde der Staubbeutelhersteller Eurofilters in Belgien übernommen.
Zur Stärkung des Medizintechnikbereichs wurde 2024 das Joint Venture SteelcoBelimed gegründet. Die Metall Zug AG hat ihren Geschäftsbereich Infection Control und die Belimed Life Science Gruppe sowie Miele die Steelco Gruppe in das Gemeinschaftsunternehmen eingebracht. Metall Zug hält 33 % und Miele 67 % der Anteile. Das neue Unternehmen beschäftigt 2.100 Mitarbeiter und hat einen zusammengefassten Umsatz von ca. 500 Mio. CHF.

## Umsatz
|                               | 2019 (a) | 2019 (b) | 2020   | 2021   | 2022   | 2023   | 2024  |
| ----------------------------- | -------- | -------- | ------ | ------ | ------ | ------ | ----- |
| Umsatz Miele & Cie.           | 1.530    |          | 3.274  | 3.545  | 4.024  | 3.328  |       |
| Umsatz Miele Beteiligung      |          | 3.313    | 3.526  | 3.895  | 4.556  | 4.214  |       |
| minus Innenumsätze            |          |          | 2.300  | 2.600  | 3.150  | 2.582  |       |
| Außenumsatz                   |          |          | 4.500  | 4.840  | 5.430  | 4.960  | 5.040 |
| Mitarbeiter Miele & Cie.      | 10.557   |          | 10.402 | 10.636 | 11.114 | 11.261 |       |
| Mitarbeiter Miele Beteiligung |          | 9.210    | 9.513  | 10.234 | 11.094 | 11.110 |       |
| Mitarbeiter Gesamt            |          |          | 19.915 | 20.870 | 22.208 | 22.371 |       |

(a) Rumpfgeschäftsjahr der Miele & Co. KG vom 01. Juli 2019 bis zum 31. Dezember 2019
(b) Geschäftsjahr der Miele Beteiligungs GmbH vom 01. Januar 2019 bis zum 31. Dezember 2019
Umsätze in Mio. Euro

## Struktur, Werke und Niederlassungen
Das Unternehmen ist eine Kommanditgesellschaft. Die persönlich haftenden Gesellschafter (Komplementäre) sind die Miele Verwaltungs-GmbH und die Zinkann Verwaltungs-GmbH sowie, ohne Vertretungsbefugnis, die MZ Beteiligungs oHG (Stand Mai 2021).
Die Produkte werden in 49 Ländern über eigene Tochtergesellschaften und in über weiteren 50 Ländern über unabhängige Importeure vertrieben. Größter Markt ist Deutschland mit 28 Prozent Umsatzanteil (Stand 2021).
Miele produziert in insgesamt fünfzehn Werken (acht deutsche Werke, je ein Werk in Österreich, Tschechien, Rumänien, Polen, China, Italien und Belgien):
- Gütersloh (erworben 1907; Produktion von Waschmaschinen, Elektronikkomponenten)
- Bielefeld (erbaut 1916; Geschirrspüler, Staubsauger, Desinfektoren)
- Euskirchen (erbaut 1951; Elektromotoren, Kabelrollen)
- Lehrte (erworben 1965; Wäschereimaschinen, Bügelmaschinen)
- Warendorf (erbaut 1973; Kunststoffteile)
- Oelde-Lette (erworben 1986; Herde, Backöfen)
- Arnsberg (erworben 1990; Dunstabzugshauben)
- Bünde (erworben 1990; Dampfgarer, Kochfelder)
- Bürmoos, Österreich (erbaut 1962; Container-Waschanlagen, Sterilisatoren, Edelstahl-Komponenten)
- Dongguan, Guangdong, China (seit 1996; Staubsauger)
- Uničov, Tschechien (erbaut 2003; Waschmaschinen, Wäschetrockner, Geschirrspüler)
- Brașov, Rumänien (erbaut 2009; Elektronikkomponenten)
- Ksawerów, Polen (seit 2019; Waschmaschinen)
- Riese Pio X, Italien (erworben 2017; Reinigungs-, Desinfektions- und Sterilisationsgeräte)
- Pelt, Belgien (erworben 2022; Lösungen aus Vliesstoff, darunter Staubbeutel)[25]

Tochtergesellschaften:
- 100 %: Miele-Getriebebau GmbH, Lehrte,
- 100 %: Cordes GmbH, Gütersloh
- 100 %: Imperial-Werke oHG, Bünde
- 100 %: Imperial-Werke Verwaltungs-GmbH, Bünde

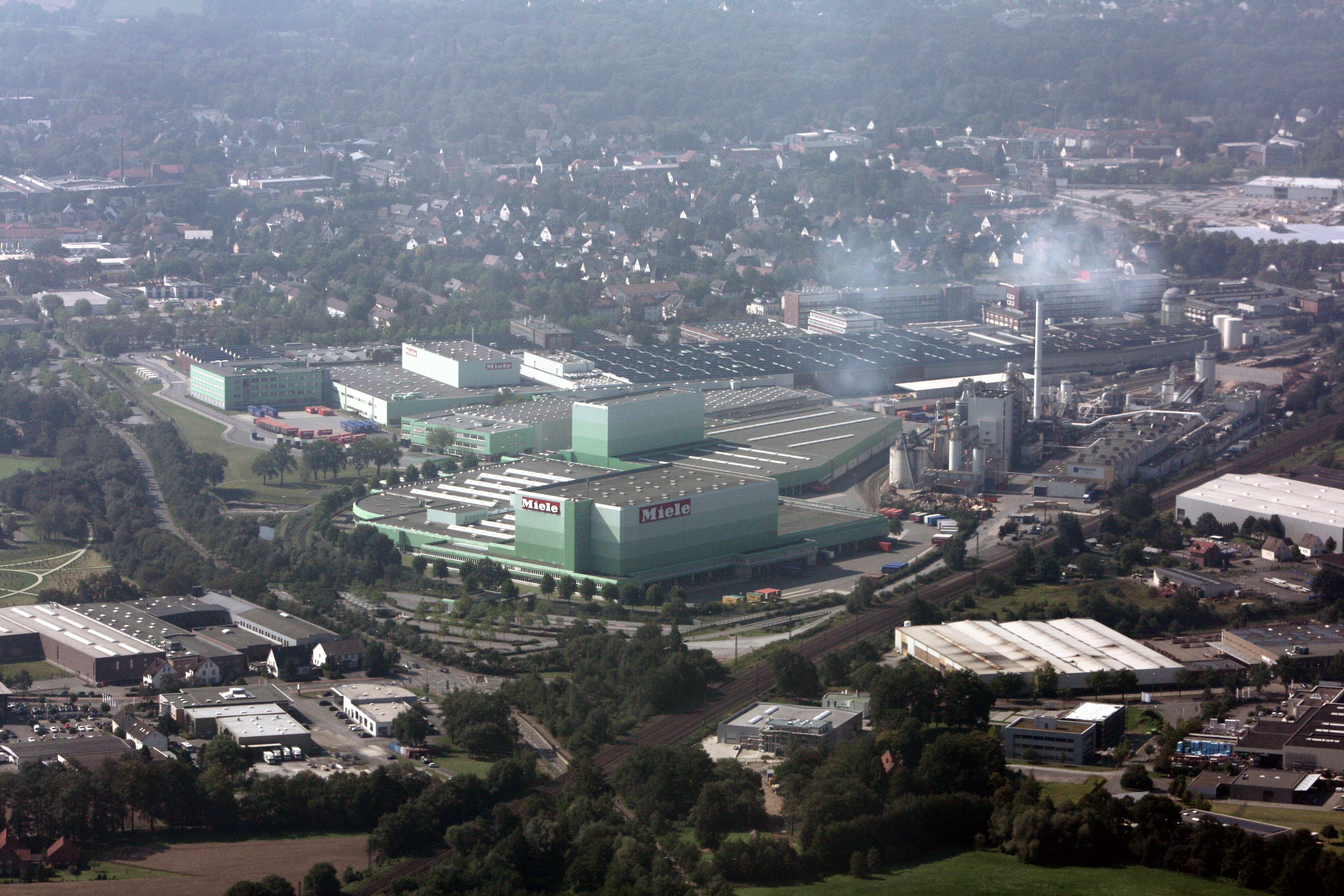
Werk am Hauptstandort Gütersloh
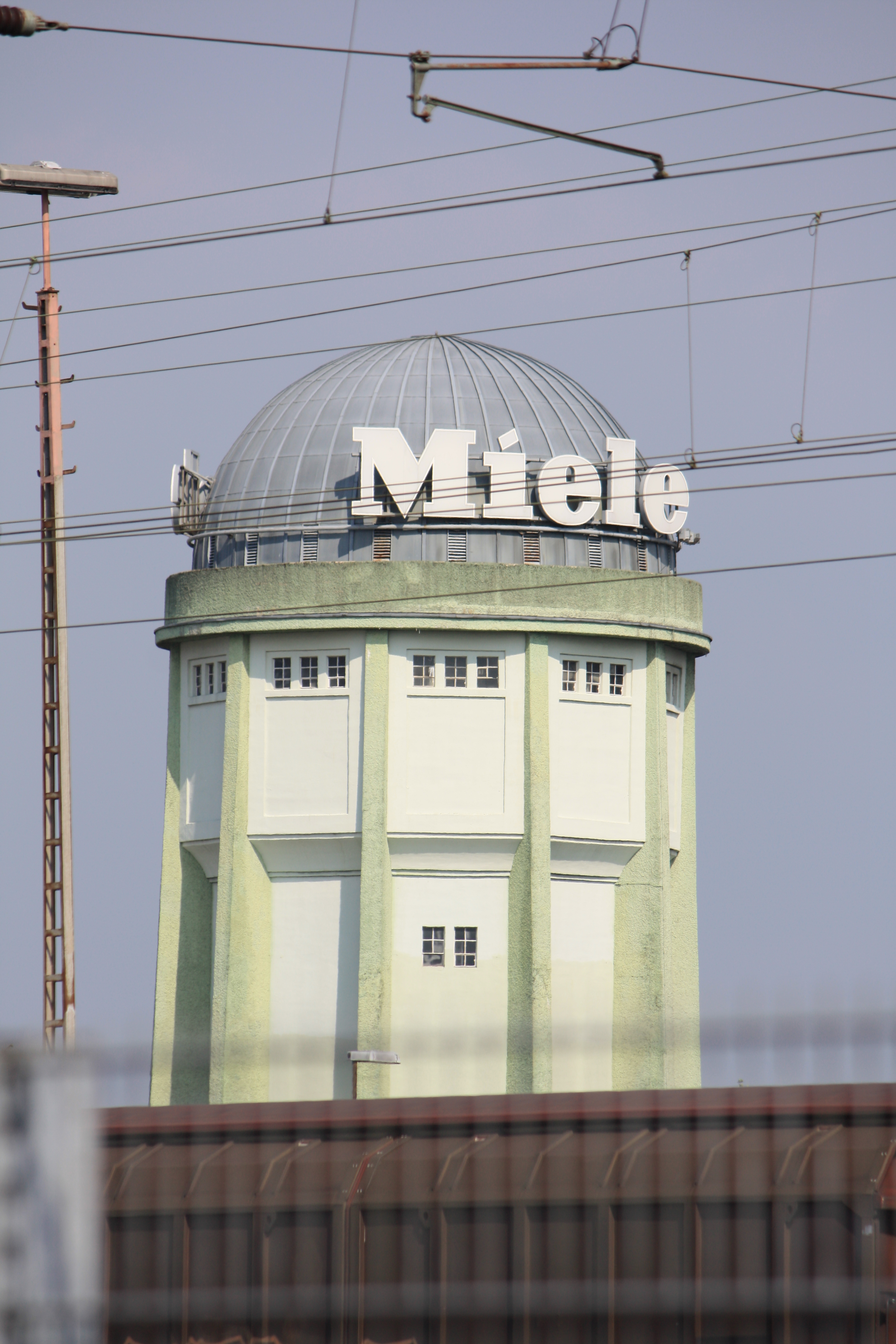
Der Wasserturm auf dem Gütersloher Werksgelände
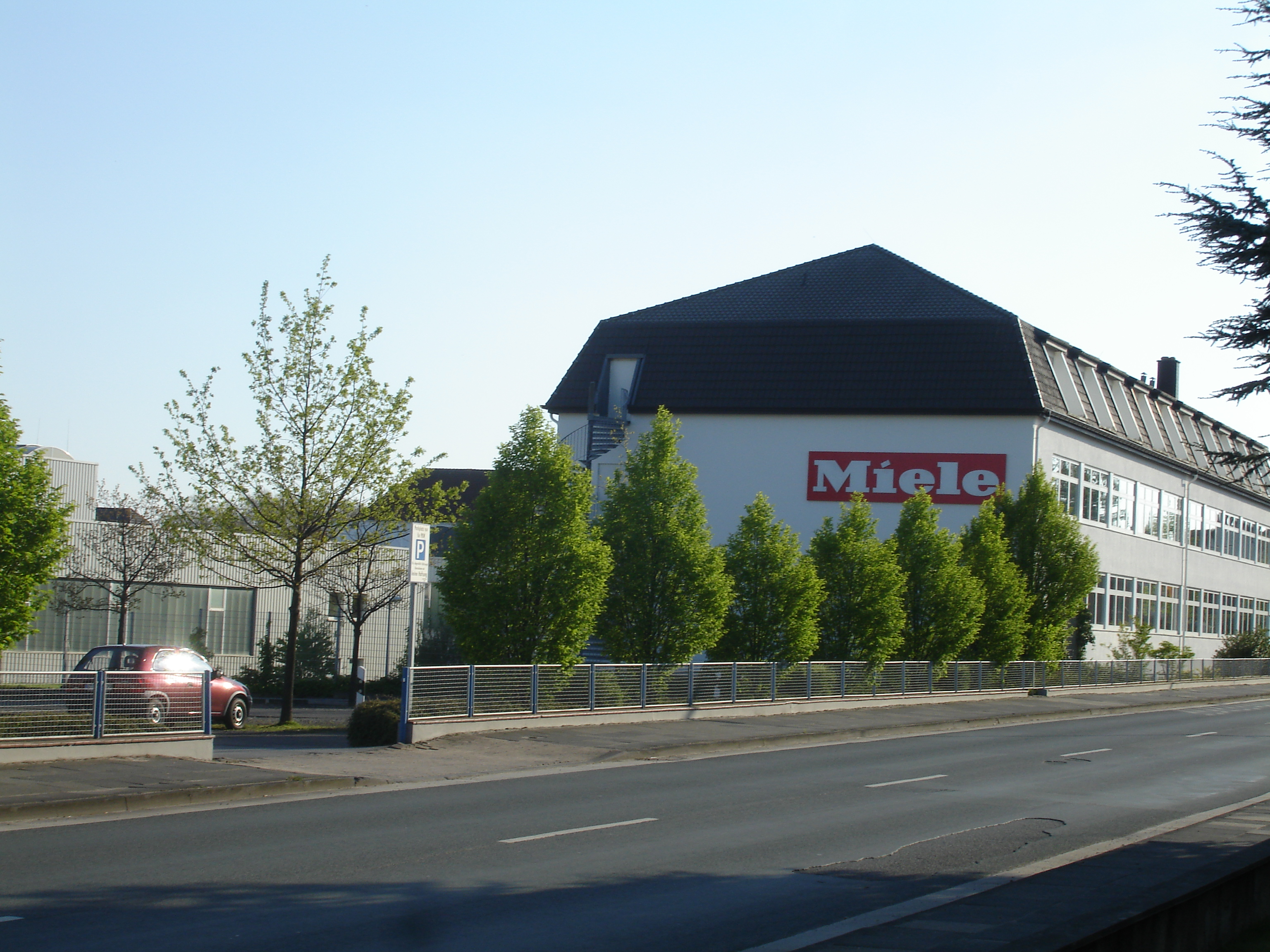
Werk in Bünde
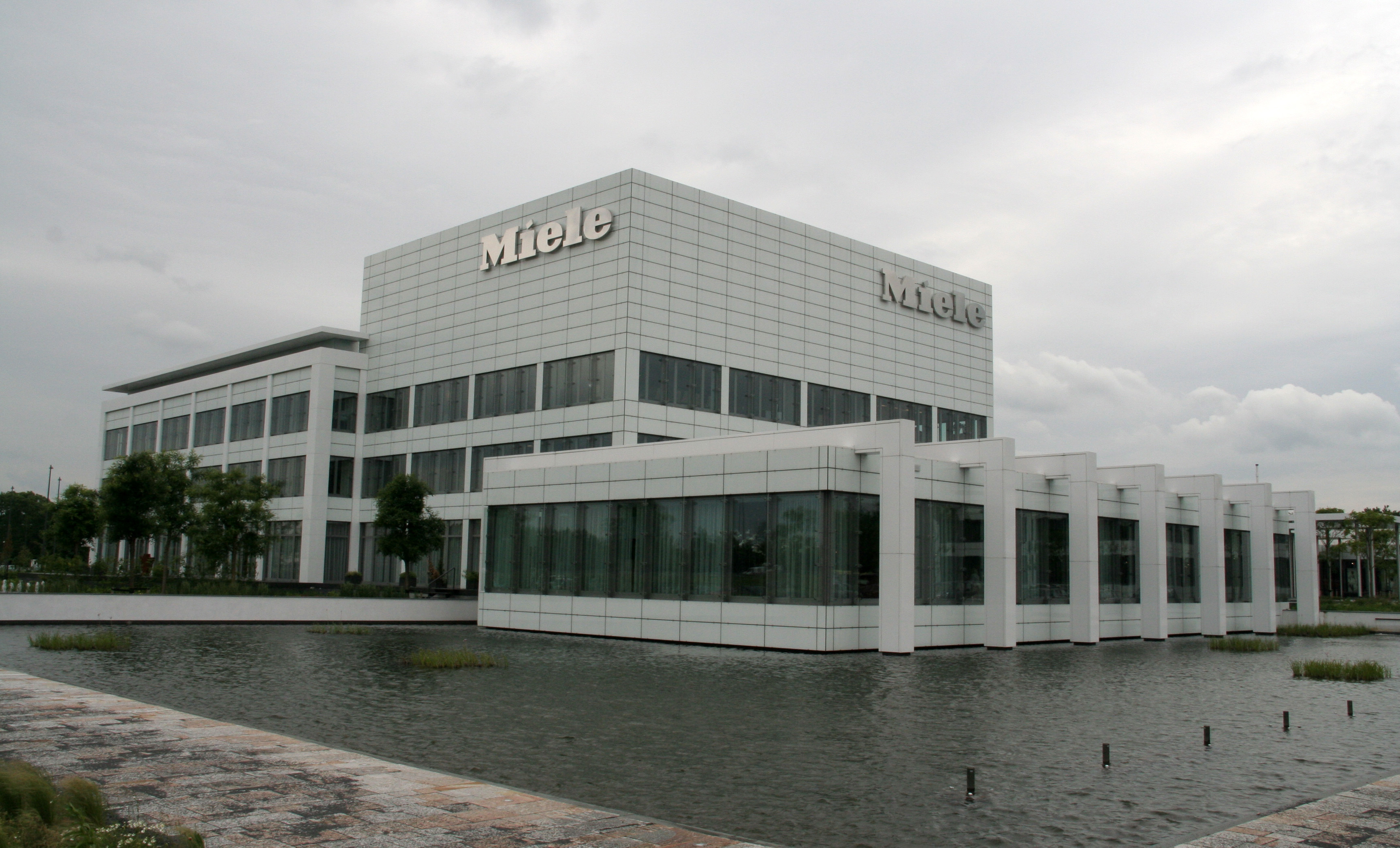
Miele Experience Centre in Vianen (Niederlande)

## Produkte
Miele stellt Elektrogeräte für Haushalte und Industrie her. Die Sparte Haushaltsgeräte erzielte im Geschäftsjahr 2004/2005 etwa 89 % des Gesamtumsatzes, gewerbliche Geräte die übrigen elf Prozent.

### Haushaltsgeräte
Die bedeutendsten Produkte sind Waschmaschinen, Wäschetrockner, Geschirrspülautomaten und Staubsauger. Weitere Produktlinien sind Einbau- und Küchengeräte (Herde, Backöfen, Kochfelder, Dunstabzugshauben, Dampfgarer, Kaffeemaschinen, Geschirrwärmer, Speisewärmer, Mikrowellenherde), Haushaltsmangeln, Bügelsysteme und Kühl- und Gefriergeräte. Miele bietet als einziger Haushaltsgerätehersteller unter seinem Markennamen auch Wasch- und Spülmittel an („Miele Care Collection“).
Die Waschmaschinen sind nach Angaben von Miele auf etwa 20 Jahre Lebensdauer ausgelegt, doppelt so lang wie bei anderen Markenherstellern. Weil die Waschmaschinen nach dem Konzept des Universal-Design gestaltet worden sind, wurde die Reihe Klassik von Miele 2009 mit dem „universal design award 09“ sowie mit dem „universal consumer favorite 09“ ausgezeichnet.
Im Segment Bodenstaubsauger ist Miele europäischer Marktführer. Es werden jedoch nur die Geräte der oberen Preiskategorie in Deutschland hergestellt, die übrigen Modelle stammen aus einer konzerneigenen Produktionsstätte in China.
Die Miele-Kühl- und Gefriergeräte werden von Liebherr hergestellt.

### Gewerbegeräte
Miele Professional produziert Wäschereimaschinen (für Textilpflege und -reinigung), Gewerbegeschirrspüler (für Anwendungen u. a. in Gastronomie, Büros, Altenpflege), Reinigungs- und Desinfektionsautomaten (für Arztpraxen, Kliniken und Labore), Sterilisationsgeräte (für Arztpraxen und Kliniken) sowie Spezialgeräte für andere industrielle Anwendungen.

### Frühere Produktlinien
Das Unternehmen stellte zwischen 1912 und 1914 Automobile her. Die Angaben zu den Stückzahlen schwanken zwischen 125 und 143. Die von Miele erstellte Liste umfasst 144 Einträge, wobei zwei Einträge nur leere Zeilen sind, sodass von 142 Fahrzeugen auszugehen ist. Chefkonstrukteur war Oskar Klemm. Angeboten wurden die Modelle K 1, K 2 und K 3. Ferner ist der Typ K 4 aufgeführt. Die Modelle hatten Vierzylindermotoren mit 1568 cm³ bzw. 2292 cm³ Hubraum. Verkauft wurden die Fahrzeuge auch in Brasilien, Frankreich, Österreich-Ungarn, Russland und Uruguay. Das einzige erhaltene Exemplar ist im Miele-Museum am Hauptsitz in Gütersloh ausgestellt; es wurde 1996 von Rudolf Miele in Norwegen zurückgekauft.
Weiterhin stellte Miele früher Motorräder, Mopeds, Motorfahrräder, Fahrräder, Handwagen, Haushaltsleitern, Eisschränke, Buttermaschinen, Melkmaschinen, Milchkühlanlagen, Milchzentrifugen, Wringmaschinen, Wäschezentrifugen, Bügeleisen, Luftreiniger, Müllpressen, Großküchenanlagen und bis 2005 auch Einbauküchen und Küchenmöbel her.
Stefan Koenig schrieb über diese Zeit:

„Vater war leidenschaftlicher Motorradfahrer und würde sich niemals freiwillig von seiner Miele, Baujahr 1959 trennen. Die Firma Miele stellte in den Fünfziger Jahren nicht nur Waschmaschinen, Staubsauger und Geschirrspülmaschinen her, sondern auch Mopeds und Motorräder.“

Die Küchensparte der Miele & Cie. KG wurde 1973 gegründet. Für die Produktion wurde ein Werk im nordrhein-westfälischen Warendorf gebaut. Die Küchen wurden unter dem Namen Miele – Die Küche vertrieben. Zum Jahresbeginn 2005 verkündete der Konzern, sich zukünftig auf sein Kerngeschäft konzentrieren zu wollen. Daraufhin ging am 1. September 2005 die Miele-Küchensparte in den Besitz der Schweizer Arbonia-Forster-Gruppe (AFG) als Warendorfer Küchen GmbH über. Diese erwarb von Miele gleichzeitig die Markenrechte, um den Markennamen Miele – Die Küche für weitere fünf Jahre nutzen zu dürfen. Die neue Küchenmarke Warendorf wurde bereits 2009 präsentiert, aber erst nach dem Auslaufen der Markenrechte ab September 2010 offiziell geführt.

## Galerie

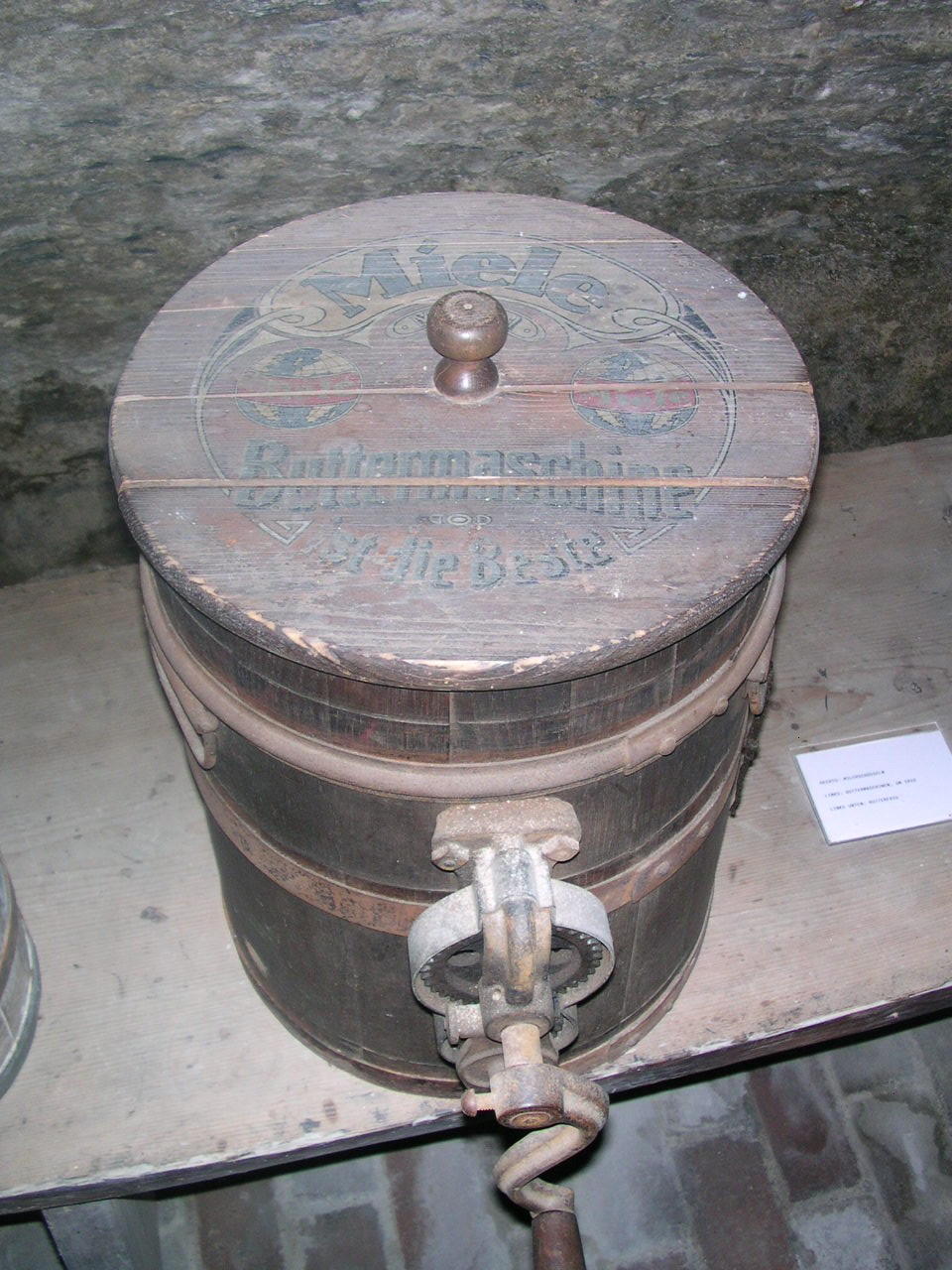
Buttermaschine im Stadtmuseum Bad Berleburg
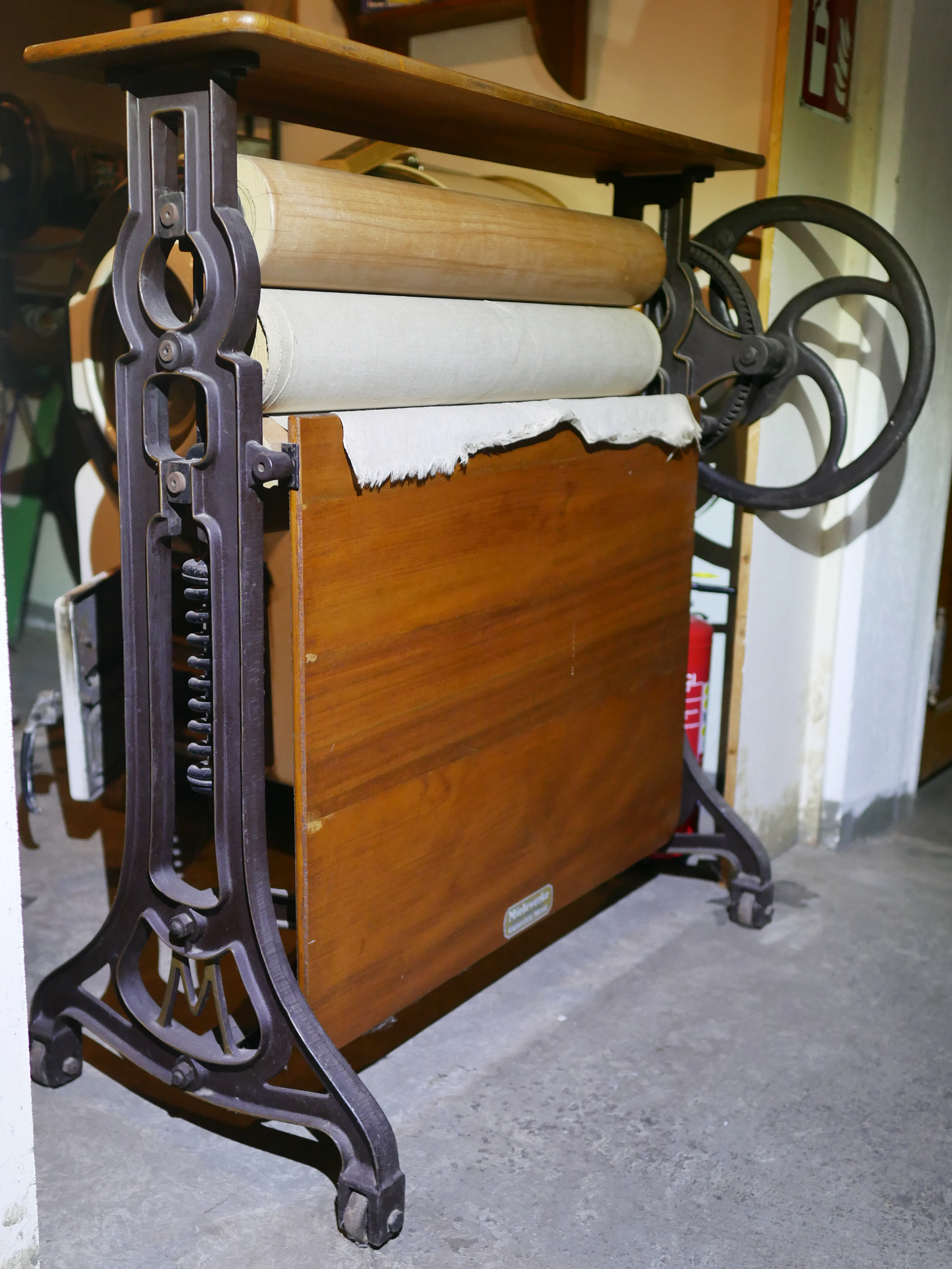
Wäschemangel
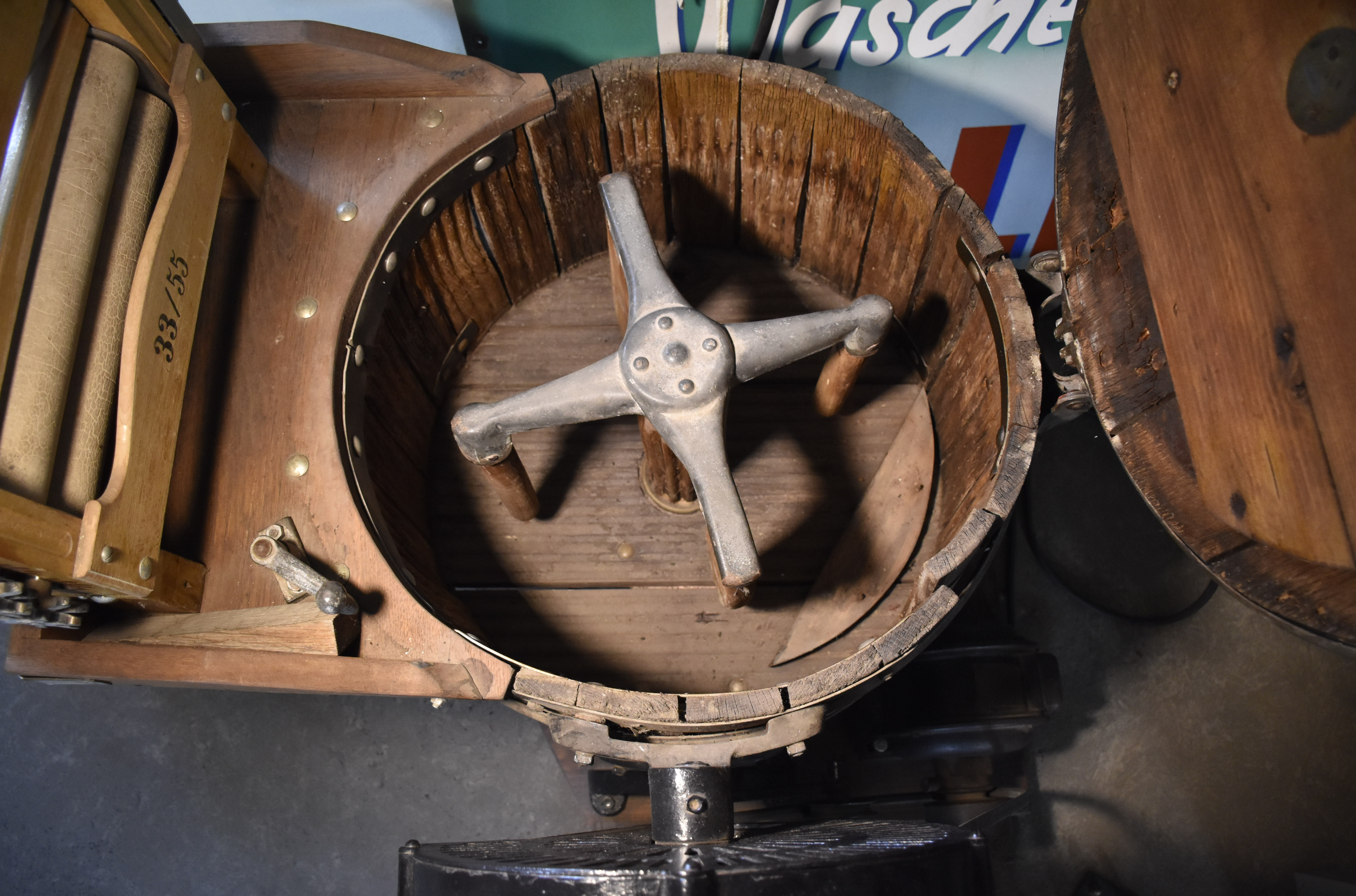
Rührwerk der Kraft-Waschmaschine Nr. 50 im Freilichtmuseum Roscheider Hof
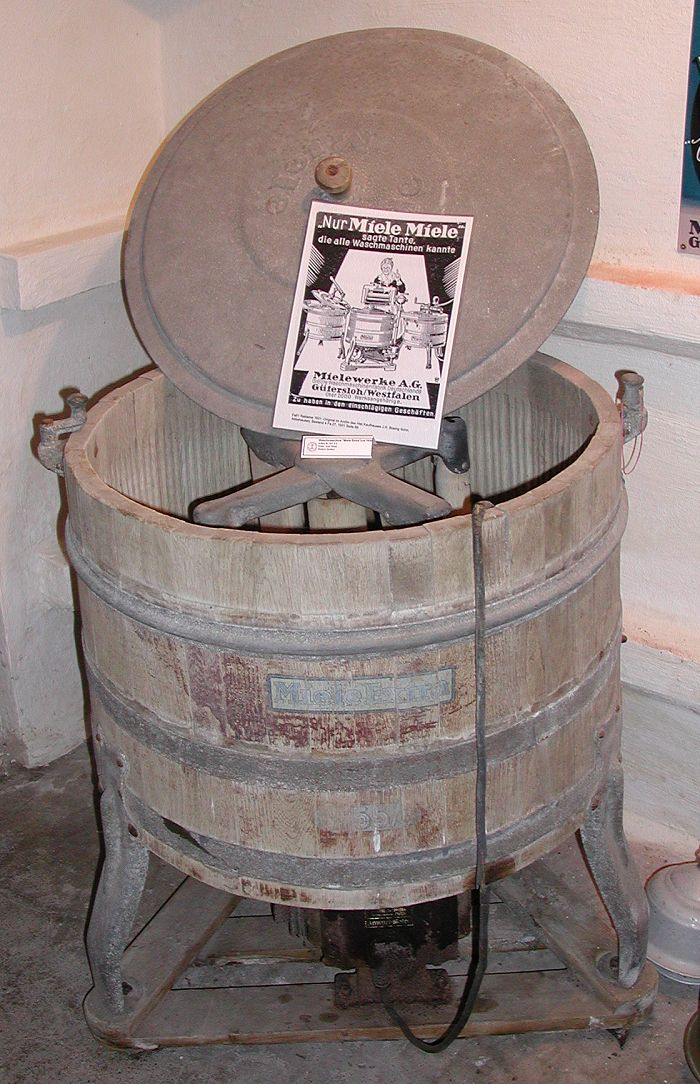
Eine der ersten elektrischen Waschmaschinen
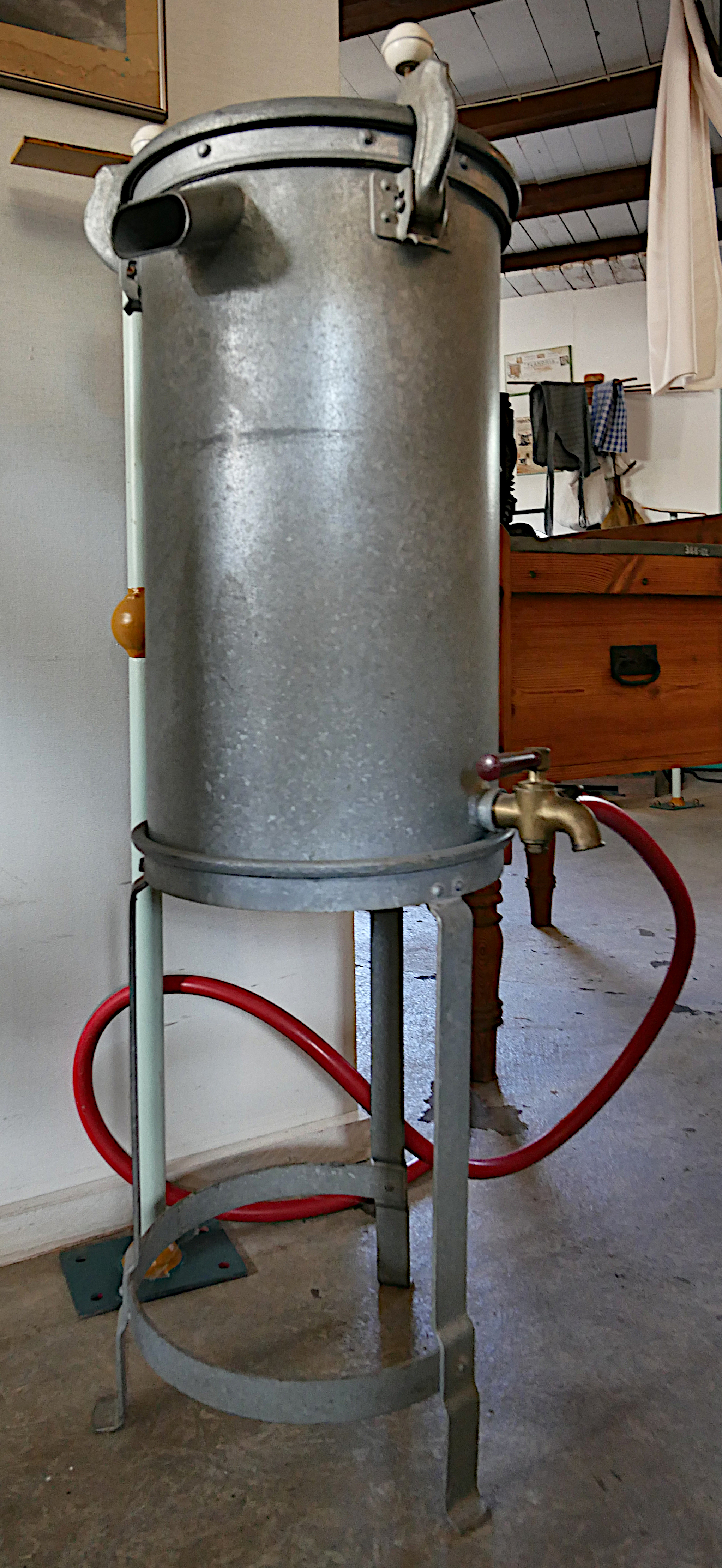
Hydraulische Wäschepresse
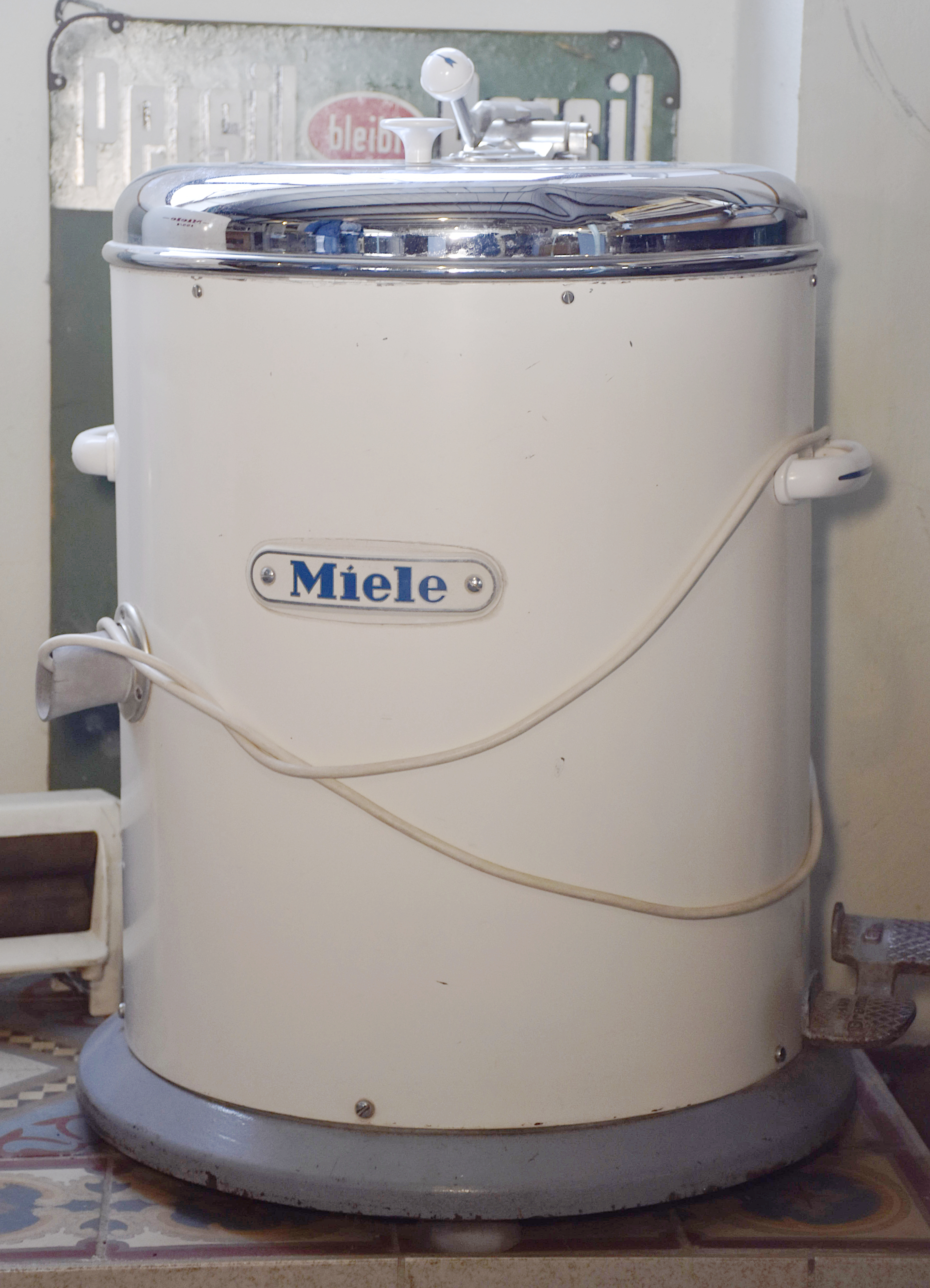
Wäscheschleuder
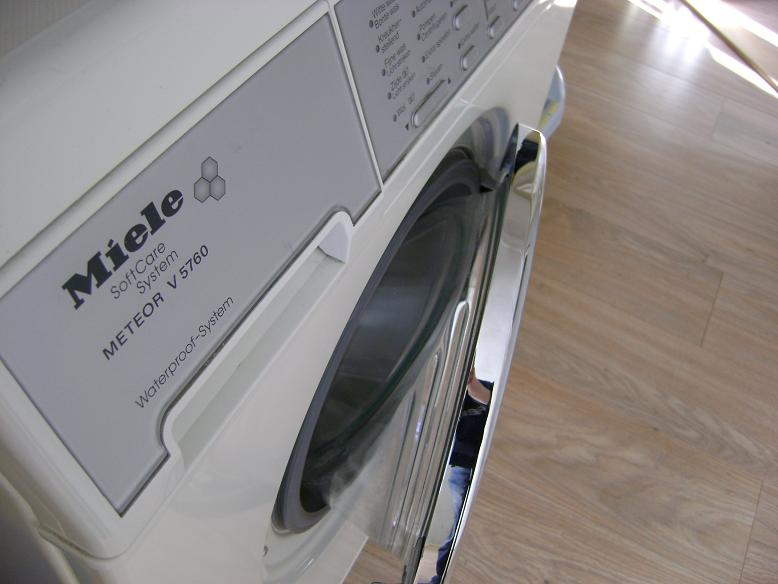
Waschmaschine Meteor V5760
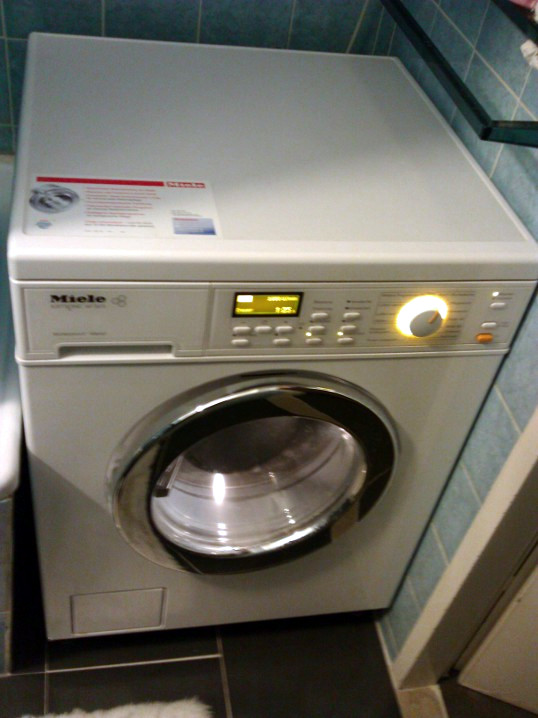
Waschtrockner Softtronic WT 2670
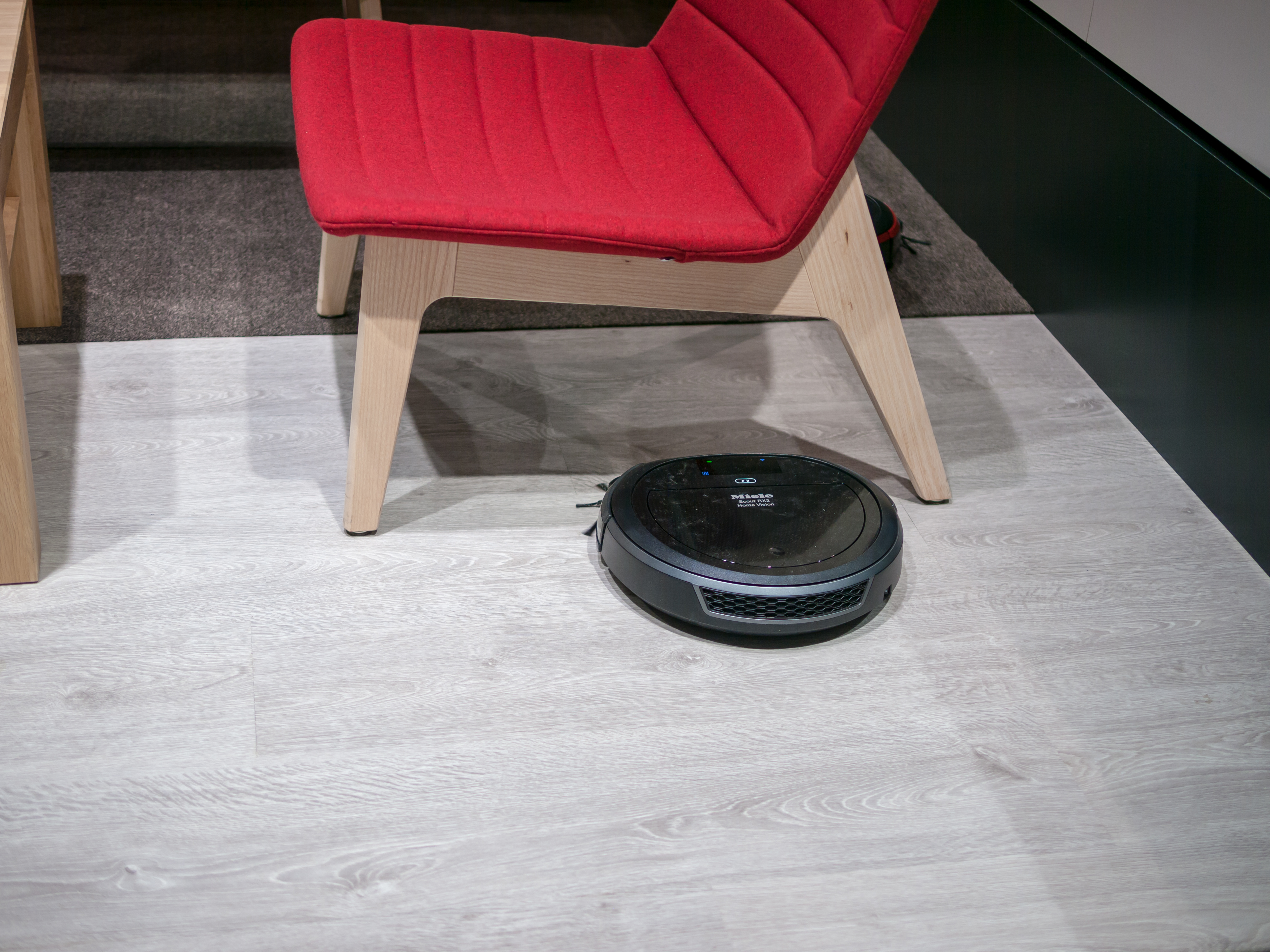
Saugroboter Scout, IFA 2018
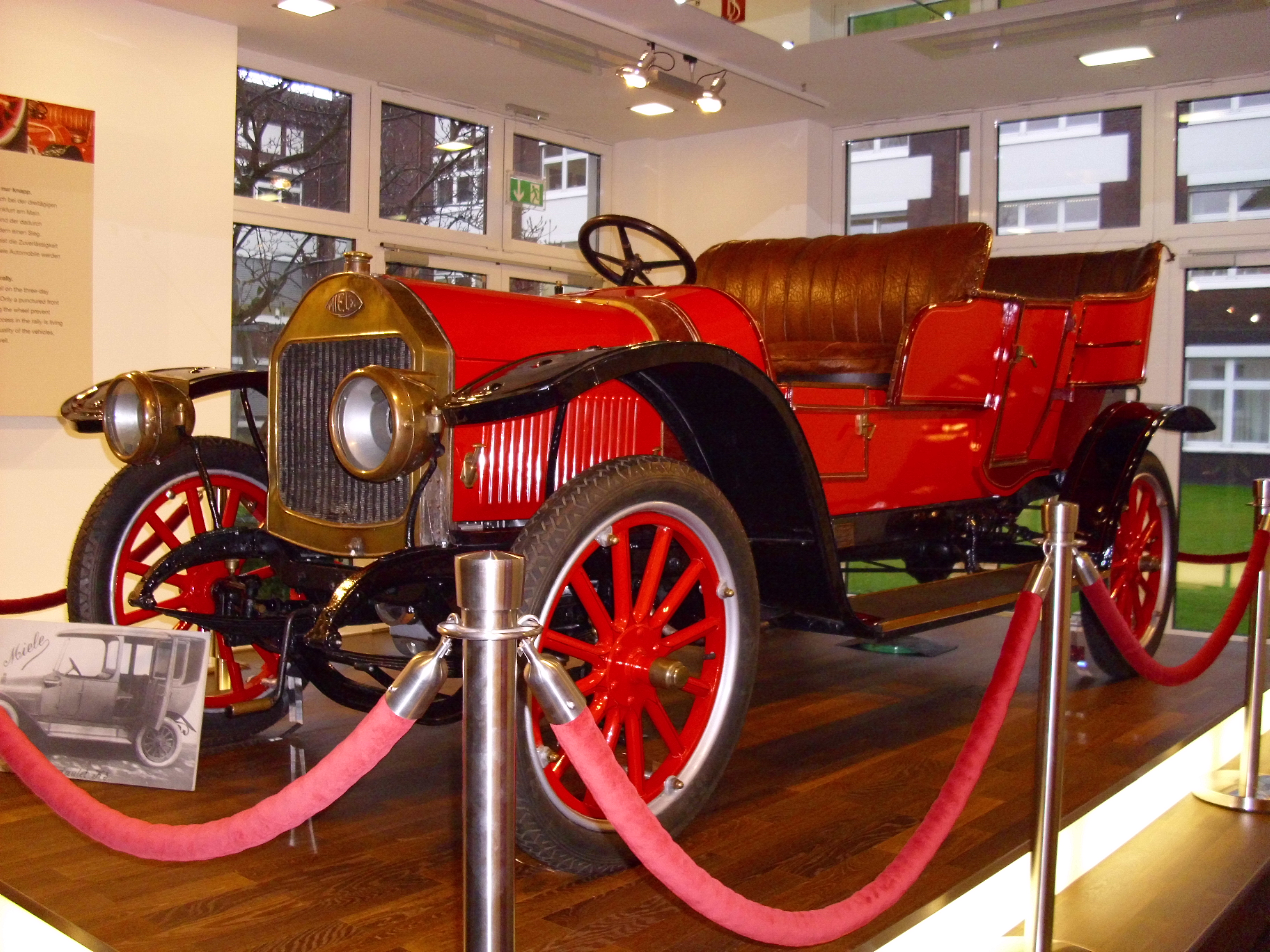
Miele K 3 im Miele-Museum
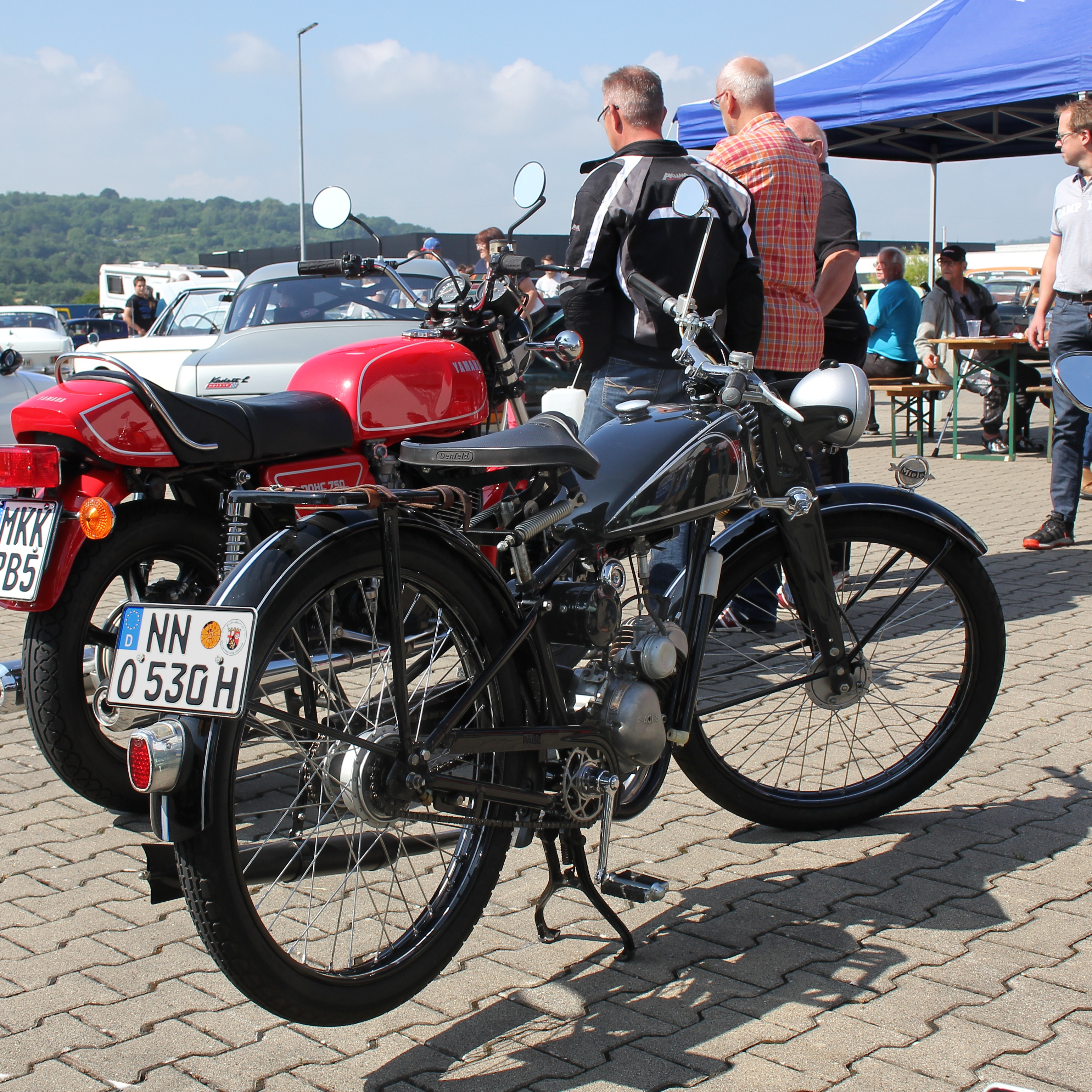
Motorfahrrad K 21, Baujahr 1952
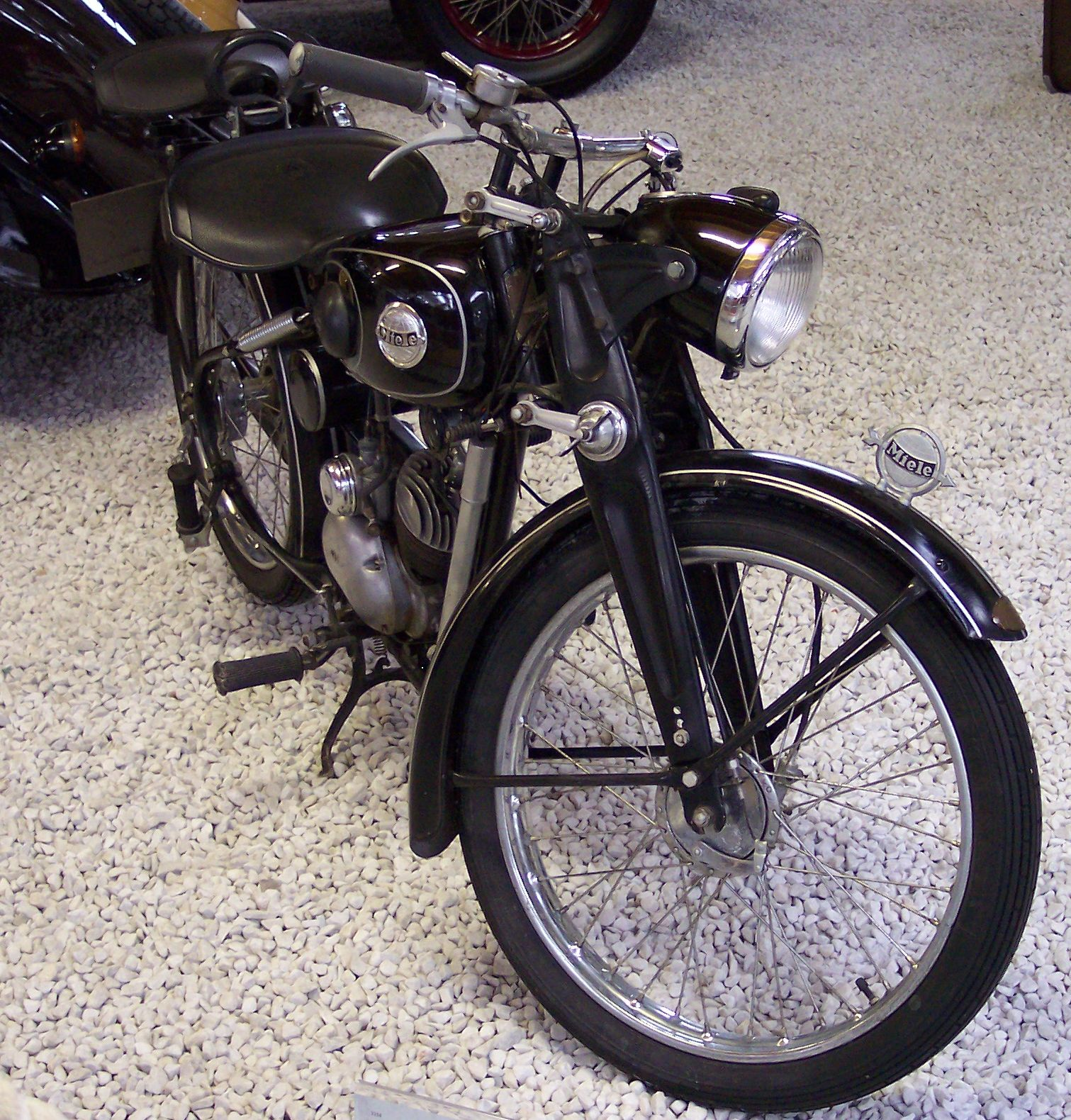
Motorrad im Technikmuseum Speyer
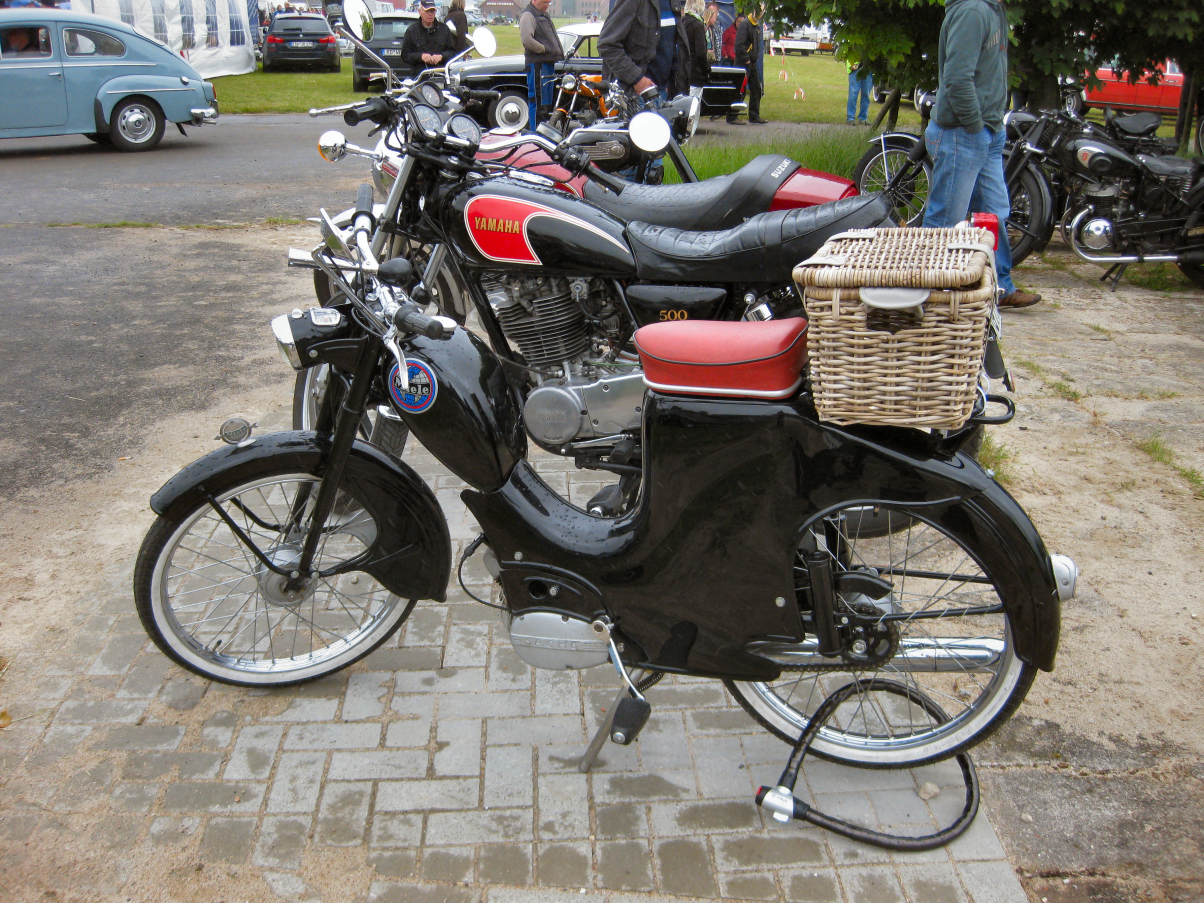
Miele Moped mit Sachs-Motor